# Красимир Русев
Красимир Русев (болг. Красимир Иванов Русев; нар. 16 жовтня 1983, Димитровград) — болгарський шахіст, гросмейстер від 2008 року.

## Шахова кар'єра
В 1993—2001 роках кілька разів представляв Болгарію на чемпіонатах світу та Європи серед юніорів у різних вікових категоріях. Багато разів брав участь у фіналах чемпіонатів Болгарії, здобувши три медалі: дві срібні (2006, 2012) і бронзову (2008).
Неодноразово представляв Болгарію на командних змаганнях, зокрема:
- тричі на командних чемпіонатах Європи (2003, 2005, 2013)[1],
- на шаховій олімпіаді серед юніорів до 16 років (1999)[2].

Всі три гросмейстерські норми виконав упродовж 7 місяців 2008 року: Пловдив (березень; фінал чемпіонату Болгарії, поділив 3-тє місце позаду Васіла Спасова і Мілена Василєва, разом з Момчилом Николовим), Оренсе (липень; поділив 2-ге місце позаду Ісама Ортіса Суареса, разом з Мануелем Рівасом Пастором і Владіміром Петковим) та в Софії (жовтень; меморіал Мілко Бобоцова, посів 2-ге місце позаду Мілена Василєва).
Інших турнірних успіхів досягнув, зокрема, в таких містах, як:
- Пловдив — двічі (2006, меморіал Георгія Трингова, поділив 1-місце разом з Кірилом Бадєвим і 2007, відкритий чемпіонат Болгарії, посів 1-ше місце),
- Ферроль (2007, посів 2-ге місце позаду Юліана Радульського),
- Камбадос (2007, поділив 1-місце разом з Валентином Йотовим та Ілмарсом Старостітсом),
- Сонячний берег — двічі посів 1-ше місце (2007 і 2008),
- Артейшо (2008, поділив 1-місце разом з Кіпріяном Бербатовим),
- Понтеведра (2008, поділив 1-місце разом з Ісамом Ортісом Суаресом),
- Кутро (2009, посів 1-ше місце),
- Гофгайм (2013, посів 2-ше місце разом з Петром Арнаудовим)
- Копенгаген (2014, посів 1-ше місце)[3].

Найвищий рейтинг Ело в кар'єрі мав станом на 1 серпня 2013 року, досягнувши 2561 балів займав тоді 8-ме місце серед болгарських шахістів.